# Testigo de cargo (jurídico)

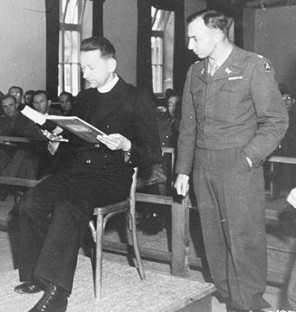
Un fiscal americano escucha a un exprisionero de un KZ como testigo de cargo en contra de criminales nazis.

Testigo de cargo es un término jurídico que define a una  persona natural que emite un testimonio en contra de un imputado y es un medio de prueba para el fiscal.

## Figura jurídica
En muchos códigos legales basados en el Código clásico romano existe la figura del testigo de cargo que se usa en la parte acusatoria en contra de un imputado.En una causa se requiere que testifiquen dos o más testigos y que su testimonio sea coincidente para ser tomado en cuenta. Para ser testigo de cargo, la persona debe juramentar su probidad y emitir un testimonio que demuestre que los cargos efectuados en contra del acusado están plenamente fundamentados. El testigo de cargo no es parte del proceso en sí, sino que es una  tercera persona que apoya la búsqueda de la verdad. El testigo de cargo puede asumir distintas posiciones:
- Testigo de oídas: es el que se depone a declarar por haber oído a otro testigo.
- Testigo de descargo: asume una posición contraria y testifica a favor del acusado.
- Testigo inhabilitado: el juez puede determinar que la calidad del testigo no es la adecuada al presentar incapacidad física o mentales evidentes, ser consanguíneo o pariente en ley del acusado; o bien teniendo declarar el mismo testigo que está bajo un secreto de confesión (laicos) o por la dignidad de su investidura (presidentes, reyes etc.).

## Algunos testigos de cargo famosos
Durante los Juicios de Núremberg varios personeros nazis testificaron en contra de otros, tal es el caso de Walter Warlimont, Hans Heinrich Lammers y  Karl von Eberstein.